# Chasing the dream
Chasing the dream (Volume 1) is een studioalbum van Mark Jenkins. 

## Inleiding
Jenkins is sinds de jaren tachtig actief binnen de elektronische muziek en dan met name binnen de analoge apparatuur. Hij musiceerde niet alleen, maar schreef ook boekwerken over de elektronische muziek uit die jaren. Voorbeeld in zijn muziek is Tangerine Dream (TD). Chasing the dream (volume 1) is dan ook een eerbetoon aan hun vroege werk uit hun experimentele periode en de Virgin Years, hun hoogtijdagen binnen de Berlijnse School voor elektronische muziek.
Het album vormt deel 22 in een langlopende reeks albums met elektronische muziek, gevat onder de naam Modular sessions. De serie kwam op gang tijdens de coronapandemie toen met meerdere personen werken in geluidsstudio niet mocht. Jenkins schreef via email steeds gastmusici aan, die hun bijdragen via elektronische weg aanleverden. Voor deel 22 was hij grotendeels zelf bezig met het coveren van TDs muziek

## Musici
- Mark Jenkins – synthesizers, effecten Moog 960 Sequencer, mellotron (assistentie André Almuro), EMS VCS3, dwarsfluit, gitaar
- Hannah Chappell – cello (tracks 1, 2, 3)

## Muziek
- Birth of liquid pleiades (4:30)
  - uittreksel van deel 1 van TD-album Zeit
  - Edgar Froese, Peter Baumann, Christopher Franke, Steve Schroyder
- Omega Centuari (3:34)
  - eigen werk Jenkins
- Electronic meditation (5:02)
  - eigen werk Jenkins, titel verwijst naar TD-album Electronic meditation
- Rubycon (5:23)
  - uittreksel van album Rubycon
  - Edgar Froese, Peter Baumann, Christopher Franke
- An encore (16:11)
  - eigen werk van Jenkins
- Chasing the dream (4:26)
  - Peter Baumann van diens album Trans harmonic nights
- Vermillion sands  (4:58)
  - Christopher Franke van diens album The London Concert
- Another horizon (4:49)
  - Edgar Froese, Christopher Franke, Johannes Schmoelling en Jenkins
- Going west (4:59)
  - Edgar Froese, Christopher Franke, Johannes Schmoelling voor soundtrack en single Flashpoint
- Dolphin dance (5:02)
  - Paul Haslinger voor album Underwater sunlight
- Thief (medley, 7:58)
  - Edgar Froese, Crhistopher Franke, Johannes Schmoelling voor soundtrack Thief

Chasing the dream werd net als de gehele serie uitgebracht in 100 exemplaren per titel.